# Irgendwo auf der Welt
Irgendwo auf der Welt è un album in studio da solista della cantante tedesca Nina Hagen, pubblicato nel 2006.

## Tracce
1. Irgendwo auf der Welt
2. Deep in a Dream
3. Serenade in Blue
4. Flat Foot Floogie
5. Yes, Sir
6. An einem Tag im Frühling
7. Halli, Hallo
8. Summertime
9. Somewhere Over the Rainbow
10. But Not for Me
11. And the Angels Sing
12. Der Wind hat mir ein Lied erzählt
13. Roter Mohn
14. Day In - Day Out
15. Means That You're Grand (Bei mir bist du scheen)
16. Happiness
17. Für mich soll's rote Rosen regnen